# Agave-azul
A Agave tequilana, comummente conhecida como agave-azul, é uma espécie de planta do género Agave e um importante produto económico do estado mexicano de Jalisco devido ao seu papel como ingrediente principal no fabrico de tequila, uma bebida alcoólica muito apreciada.
O agave-azul é nativo de Jalisco, preferindo as altitudes maiores que 1500 metros e solo arenoso. Os agaves selvagens e os agaves comerciais têm ciclos de vida muito diferentes. Ambos começam como uma grande suculenta, com folhas carnudas e pontiagudas, que podem crescer até mais de dois metros de comprimento. Os agaves selvagens desenvolvem um rebento quando atingem os cinco anos de idade que se converte num caule com até 5 metros de altura coroado por flores amarelas. As flores são polinizadas por um morcego que habita a região (Leptonycteris nivalis) e produzem vários milhares de sementes por planta. Então a planta morre. Nas plantas comerciais, os rebentos são removidos quando têm um ano de idade, permitindo que o centro da planta se desenvolva. Procede-se então à reprodução das plantas utilizando os rebentos; tal prática levou a uma perda considerável de diversidade genética do agave-azul cultivado.

## Cultivo e produção de tequila

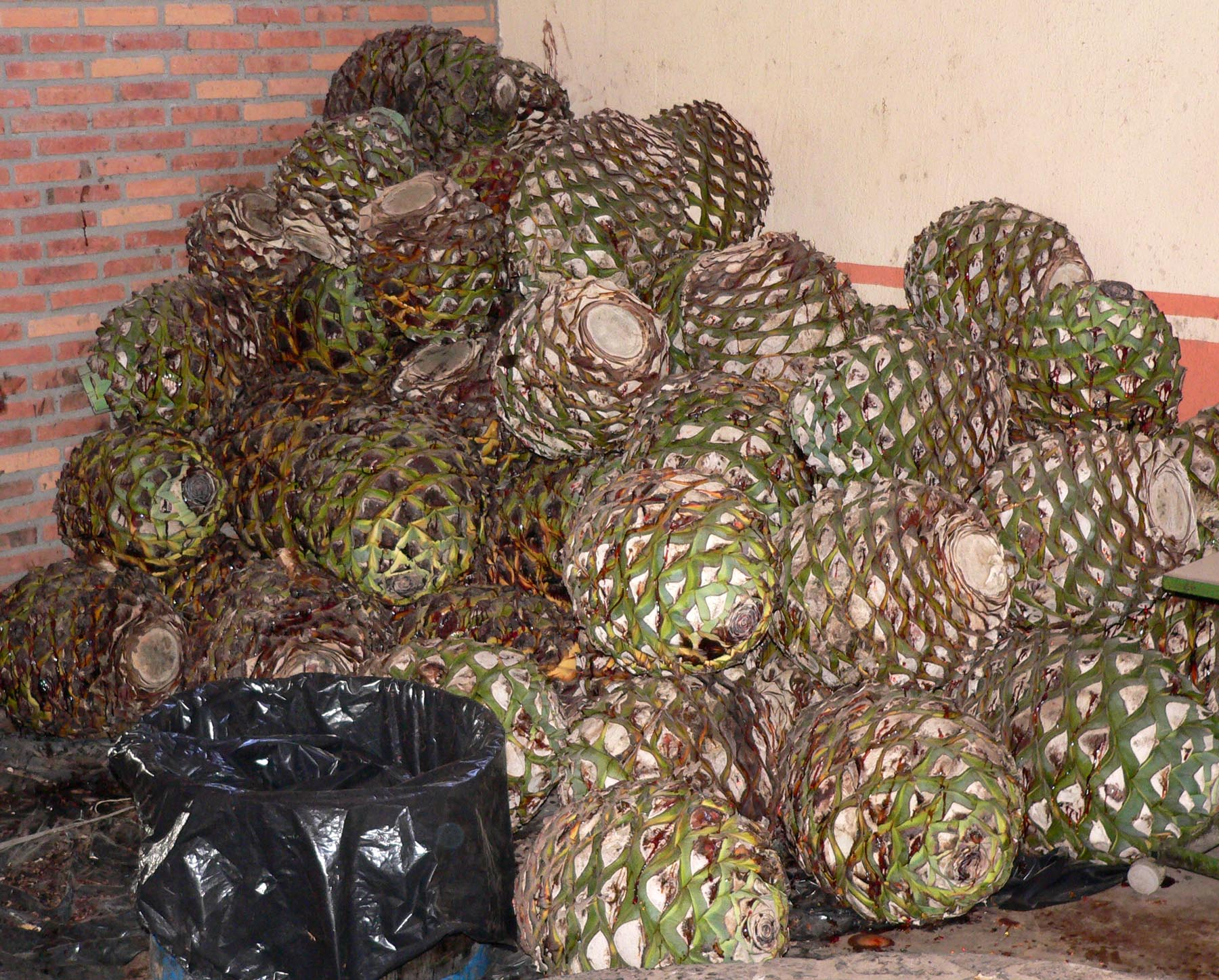
Piñas de agave-azul prontas para processamento.

A tequila é produzida removendo o centro da planta (piña) quando esta atinge os 12 anos de idade, o qual pesa entre 35 e 90 kg. As folhas do centro são aparadas e este é aquecido para extrair a seiva, a qual é fermentada e destilada. Outras bebidas como o mezcal e o pulque são também produzidas a partir do agave-azul e outros agaves por métodos diferentes (utilizando também a seiva) e são vistas como mais tradicionais.
São cultivados cerca de 200 milhões de pés de agave-azul em várias regiões do México, mas nos últimos anos os agricultores têm tido dificuldades em responder à procura. Devido às más práticas de reprodução, o agave-azul perdeu a resistência ao fungo Fusarium e a outras doenças que actualmente fazem com que sejam perdidos cerca de 25 a 30 % da produção.
Investigadores da Universidade de Guadalajara, no México, crêem que o agave-azul contém compostos que podem ser úteis no transporte de drogas até ao intestino para o tratamento de doenças como a doença de Crohn e a colite.

### Pragas
A produção desta importante colheita no México foi afectada no início da década de 2000 por várias pragas que causam o apodrecimento das plantas, colectivamente designadas por tristeza y muerte de agave. Em 2003, 23% ou mais das plantas produzidas em Jalisco encontravam-se afectadas.
Parte do problema deve-se a um grupo de doenças disseminadas pelas larvas do caruncho Scyphophorus acupunctatus Gyll. Além disso, o fungo Thielaviopsis paradoxa impede as plantas mais jovens de formarem raízes.
Segundo um estudo de 2004, outros patógenos, Erwinia carotovora, Enterobacter agglomerans, Pseudomonas mendocina, e Serratia sp. são responsáveis pelo apodrecimento continuado.